# باول فان ديك
باول فـان ديك (بالإنجليزية: Paul Van Dyke)‏ هو مؤرخ أمريكي، ولد في 1859، وتوفي في 1933.